# 桂三枝のチキチキ王国
『桂三枝のチキチキ王国』（かつらさんしのチキチキおうこく）は、1994年10月から1996年9月まで、TBSラジオとABCラジオにおいて放送されていたラジオ番組。
日清食品の一社提供。タイトルの『チキチキ』は、同社の主力商品『チキンラーメン』から来ている。

## 概要
- 番組のキャッチフレーズは『お耳のお夜食』。
- メインパーソナリティ、桂三枝（現・六代桂文枝）が“国王”、リスナーが“国民”という設定で、リスナーはペンネーム、ラジオネームの代わりに“国民ネーム”という名称を使っていた。女性アシスタントチームはチキンズと呼ばれていた。
- ネタ投稿中心の番組で、採用回数の多さや面白さに応じて三枝の裁定により『国民』から『村長』『町長』『市長』『大臣』…とステップアップすることが出来た。そのため常連リスナーも増えて行き、その中には『シンデレラドリーム ミッドナイト☆パーティー』の常連リスナーでもあった人もいた（ミッドナイト☆パーティーのパーソナリティだった黒住祐子、石本祥がこの番組の出演者でもあり、同じペンネームを使っていた人が多かったため）。
- はがきとFAXはTBSラジオの方で受け付けていた。FAX番号の下4ケタが0534となっており、これをレッツゴーサンシと紹介していた。
- 1996年8月には大阪・なんばグランド花月で公開録音が行われている。
- ナイター中継が延長して、TBSラジオのみが放送休止となってABCラジオのみの放送となった回があった（ABCの方が放送時間が遅く、またどれだけ延長しても時間を繰り下げて放送するという体制だったため。TBSは日曜夜でも放送時間繰り下げの体制は無かった。）
- 本番組終了後の1996年10月からは同じ日曜日の朝に移り、同じ日清食品の提供で『桂三枝のサンデーチキチキミュージック』が三枝と進藤晶子アナウンサーのパーソナリティでスタートしている。

## パーソナリティ
- 桂三枝（現・六代桂文枝）
- チキンズ
  - 武内由紀子（1995年9月頃まで）
  - パリー木下（この番組では本名の木下代理子〔より姉〕で出演）
  - 黒住祐子
  - 石本祥

## 放送時間
- TBSラジオ
  - 毎週日曜日 21:00〜21:55 （1994年10月〜1995年3月）
  - 毎週日曜日 22:05〜23:00 （1995年4月〜1996年9月）

- ABCラジオ
  - 毎週日曜日 21:00〜21:55 （1994年10月〜1995年3月）
  - 毎週日曜日 23:40〜24:35 （1995年4月〜1996年9月）

## 主なコーナー
王国の掟
- 『〜といえば…』という題でいくつか挙げた後、三枝が『何か忘れてやしませんかってんだ〜』と突っ込む（“かってんだ〜”は出演者全員が声を合わせていた）というコーナー。

女の子のひ・み・つ
- この番組のスタッフがリサーチした結果を元に、リスナーと電話をつないで当時の女の子の意識調査に関するクイズを出題。ここでは主にチキンズがコーナーを進行していた。

チキチキ王国イメージクラブ
- 途中までの流れはエッチなことを想像させるものでありながら、実は全くそうではないというネタを募集していたコーナー。

チキンラーメン杯争奪コーナー
- 大賞には賞金とチキンラーメンひとケースがプレゼントされた。
  - ひとりごと大賞
    - 物や動物などになりきって、独り言をもらすとしたらどんなものかというネタを募集。

  - ツッコミミュージック
    - 曲の歌詞に突っ込みを入れるコーナー。

## エピソード
- この番組宛のはがきが、同じTBS（テレビの方）の『どうぶつ奇想天外!』のプレゼントクイズの箱の中に混ざって入ってしまい、みのもんたがそのはがきを偶然引いて『桂三枝のチキチキ王国…何だこれ?』と言っていたところが、『オールスター赤面申告!ハプニング大賞』（司会・渡辺徹）で放送されたことがあった。

| TBSラジオ 日曜21:00枠 | TBSラジオ 日曜21:00枠 | TBSラジオ 日曜21:00枠                                                                           |
| 前番組 | 番組名                | 次番組                                                                                          |
| --- | --------------------- | ----------------------------------------------------------------------------------------------- |
| TBS ステレオ・エキサイトナイター ※18:00 - 21:20サンデー・スポーツフラッシュ ※21:20 - 21:25THE954 こちら編成部 ※21:25 - 21:30秋山豊寛の21世紀事典 ※21:30 - 22:00 | 桂三枝のチキチキ王国  | サンデースポーツ ※21:00 - 21:15THE954 こちら編成部 ※21:15 - 21:30TV Game Radions ※21:30 - 22:00 |
| TBSラジオ 日曜22:00枠 |                       |                                                                                                 |
| ラジオ図書館 ※22:05 - 23:00 | 桂三枝のチキチキ王国  | 倉本聰・ニッポン人生録                                                                          |